# Helianthostylis sprucei
Helianthostylis sprucei är en mullbärsväxtart som beskrevs av Henri Ernest Baillon. Helianthostylis sprucei ingår i släktet Helianthostylis och familjen mullbärsväxter. Inga underarter finns listade i Catalogue of Life.